# 亚历山大·德罗兹多夫
亚历山大·谢尔盖耶维奇·德罗兹多夫（羅馬化：Aleksandr Sergeyevich Drozdov；1970年11月1日—）是俄罗斯政治人物，第八届国家杜马代表。
1993年至2016年，亚历山大·德罗兹多夫在执法部门任职。2016年至2021年，他担任俄罗斯铝业公司铝部门政府关系和特别项目副总监。2017年11月14日，他成为统一俄罗斯党成员。2018年，他当选克拉斯诺亚尔斯克市议会代表。德罗兹多夫于2021年卸任，并当选为克拉斯诺亚尔斯克中部选区第八届国家杜马代表。
亚历山大·德罗兹多夫已婚并育有三个孩子。

## 制裁
德罗兹多夫于2022年因俄乌战争而受到英国政府制裁。